# La Sagesse des mythes
Vous lisez un « bon article » labellisé en 2020.
La Sagesse des mythes est une série de bande dessinée française sur la mythologie grecque et la mythologie mésopotamienne créée par le philosophe Luc Ferry, scénarisée par Clotilde Bruneau et publiée depuis 2016 par Glénat. La direction artistique de la collection est assurée par Didier Poli et les dessins sont réalisés par différents dessinateurs.
La collection met en scènes des héros de l'Antiquité comme Jason, Thésée, Héraclès, Persée, Gilgamesh mais aussi des personnages moins souvent mis en lumière comme Dédale, Tantale, Orphée et Éros ainsi que les grands textes antiques comme l’Iliade et l’Odyssée d'Homère ou Œdipe et Antigone de Sophocle.
Luc Ferry souhaite avec cette collection raconter les mythes avec « simplicité et érudition » dans un rythme de parution assez soutenu. Il ajoute à chaque album huit pages d'apparat critique agrémentées d'illustrations.
La collection évoque notamment des questions philosophiques fondamentales telles que la place de l’homme dans l’univers ou encore celle du sens qu’il faut donner à la vie. Elle évoque également fréquemment l’« hybris », la tentation des hommes de se mesurer aux dieux.
La série est plutôt bien accueillie. Les critiques soulignent l’exactitude par rapport aux textes originaux et la rigueur de la reconstitution des monuments antiques. Du fait de la multiplicité des dessinateurs, certains albums sont graphiquement moins appréciés que d'autres. Certains scénarios sont également moins bien évalués car manquant d'un souffle épique.
La Sagesse des mythes est également un succès au niveau des ventes et se classe très régulièrement dans les quinze premières ventes hebdomadaires en France. Le tirage des albums va jusqu’à 40 000 exemplaires.

## Toile de fond
Les intrigues de la série se déroulent principalement en Grèce antique.

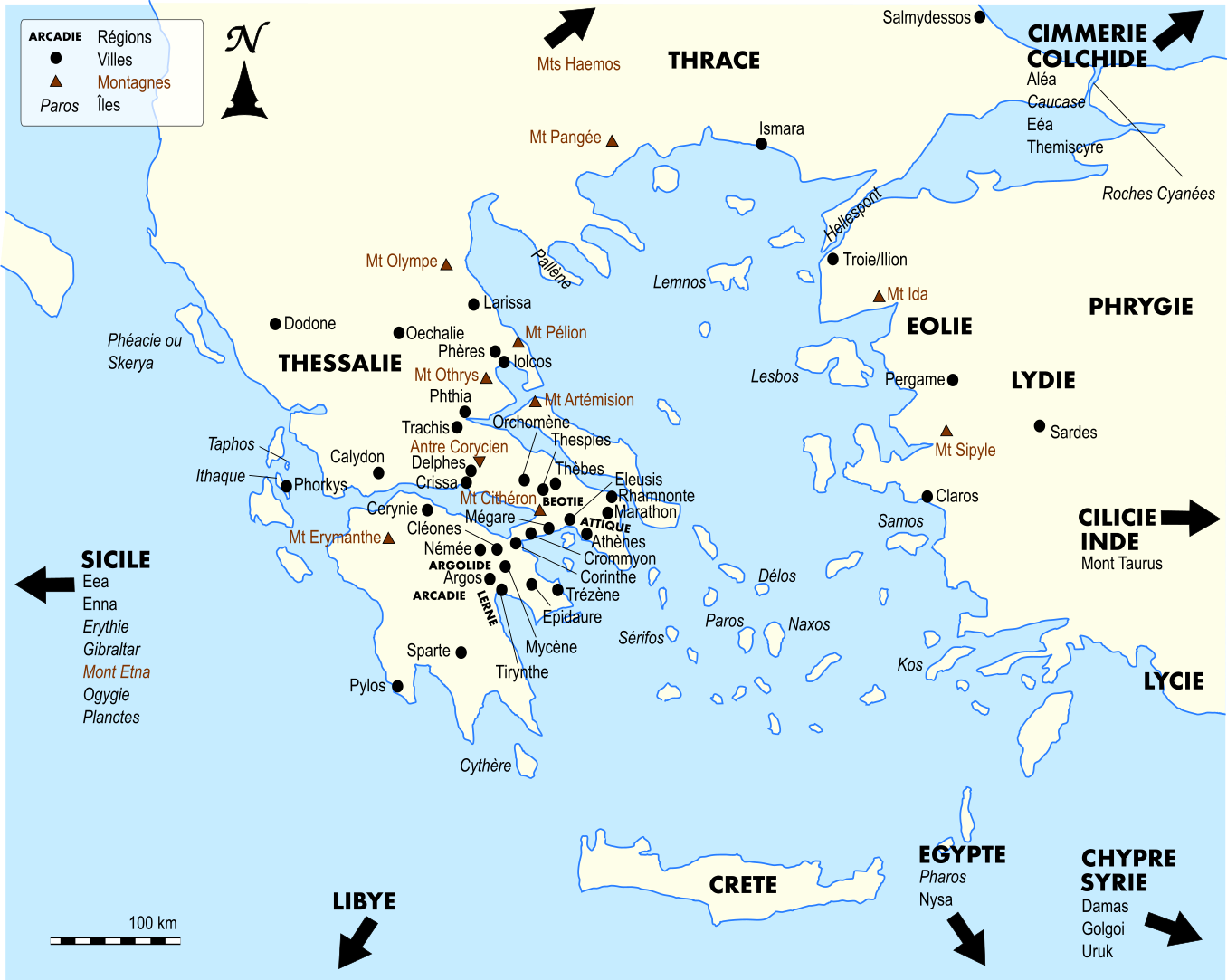
Grèce antique (avec uniquement les lieux cités dans les bandes dessinées).

## Mythes présentés

### En 2016

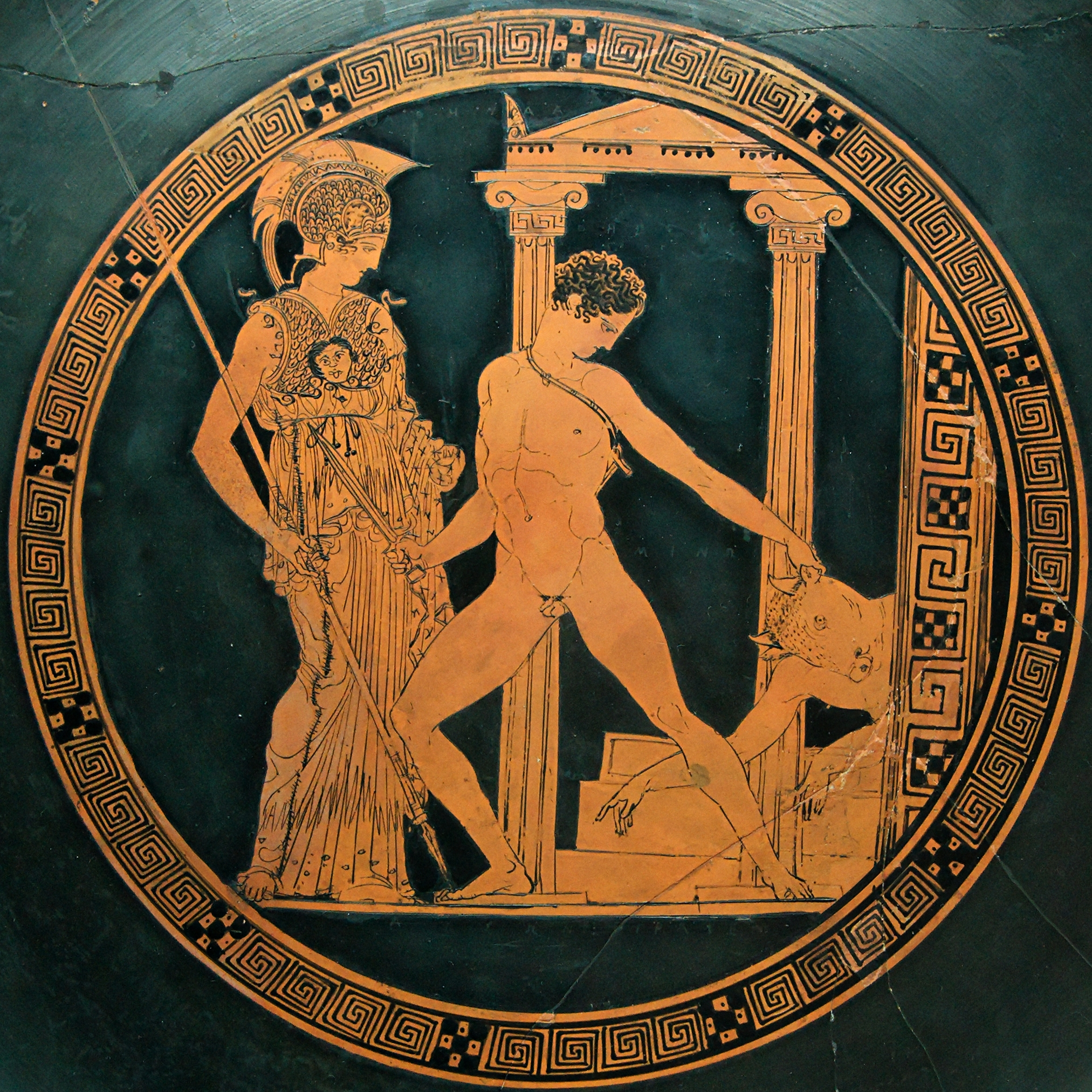
Thésée combat le Minotaure, médaillon d'un kylix attique à figures rouges du peintre Aison,, musée archéologique national de Madrid.

La série débute en septembre 2016 avec deux grands thèmes mythologiques : La « pomme de discorde » et la « boîte de Pandore ». Le premier album se déroule durant la guerre de Troie et présente notamment les épisodes de « la colère d'Achille », du « combat singulier entre Pâris et Ménélas », de « l'aristie de Diomède » issu de l’Iliade. Il illustre également l'acte à l'origine de la guerre, « la pomme de discorde », où le jeune Pâris se voit contraint de désigner la plus belle des déesses parmi Aphrodite, Héra et Athéna et qui est notamment décrit dans les Chants cypriens de Stasinos de Chypre,,,. Le deuxième album se concentre essentiellement sur le personnage de Prométhée en illustrant notamment sa création des hommes, le vol du feu pour le donner aux hommes et le châtiment infligé par Zeus à Prométhée à la suite de cet acte,. Il présente également « la boîte de Pandore » qui une fois ouverte répand sur humanité les maux tels que la guerre et la maladie,.
En novembre sont présentés les débuts de la quête de la « Toison d'or ». L'album suit les jeunes années du prince Jason avec notamment son apprentissage auprès du centaure Chiron et le défi qu'il lance à son oncle Pélias de lui rapporter la fameuse Toison d’or. Formant un groupe composé des principaux héros grecs de l'époque, il construit un navire pour l’amener en Colchide, là où se trouve le trésor,. Le second album de novembre présente le « mythe de Thésée » depuis sa rencontre avec son célèbre cousin Héraclès en passant par son combat contre le Minotaure, jusqu'à la fin dramatique de son épouse Phèdre.

### En 2017

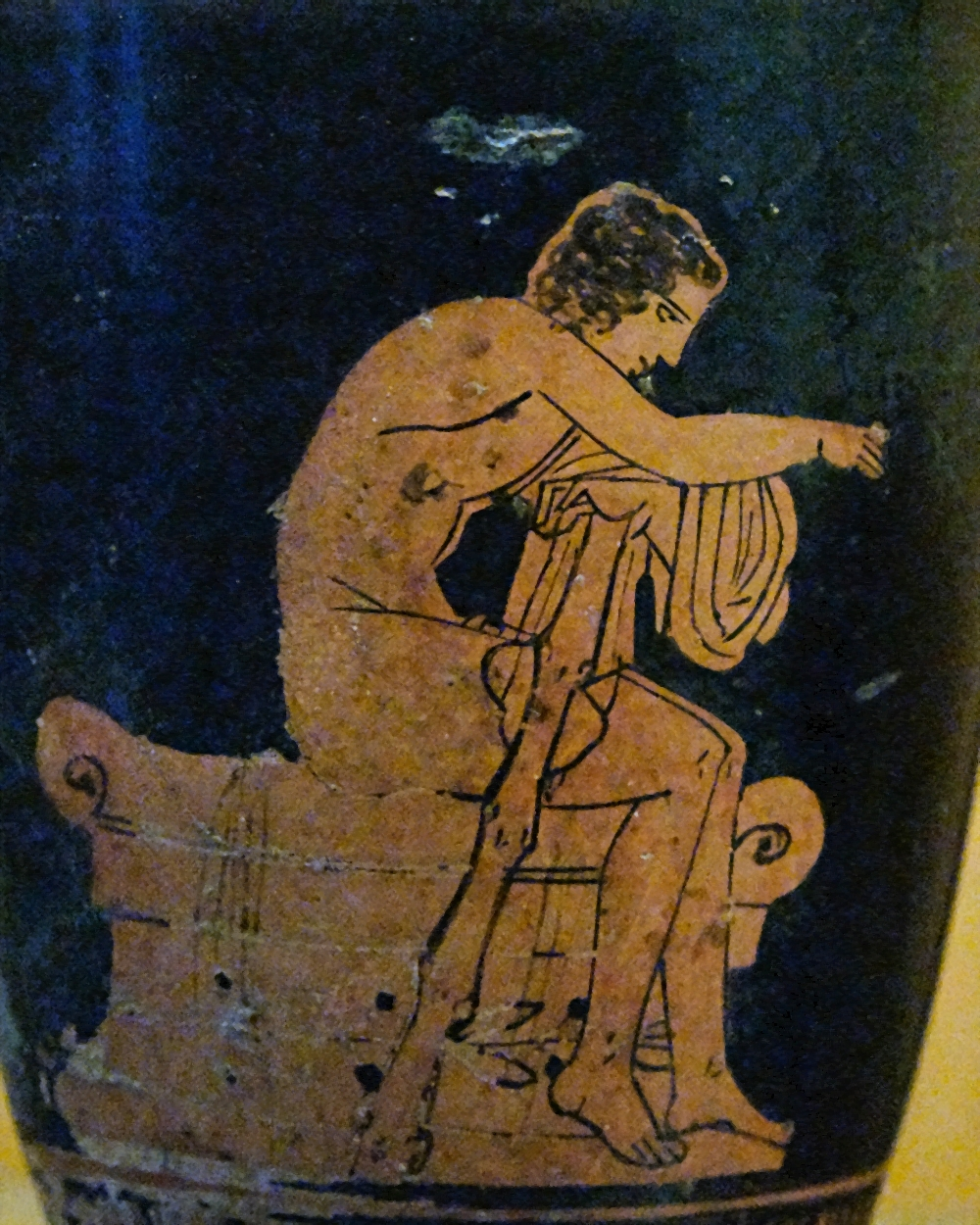
Le jeune Héraclès, tenant sa massue, assis sur un autel, lécythe attique à figures rouges,, musée archéologique régional Antonino-Salinas à Palerme.

En mars 2017, sort le premier album centré sur le héros Héraclès. L'histoire s'intéresse à la jeunesse du héros, notamment sur les raisons de sa création : devenir le représentant de Zeus auprès des humains. Zeus choisit comme mère du héros Alcmène, la reine de Thèbes et descendante de Persée. Cependant la déesse Héra est très jalouse, elle compte bien se venger de ce bâtard qui est un véritable affront à son rôle d'épouse de Zeus,. Le second album de mars présente la vie de Persée. Un oracle prophétise à Acrisios, le roi d’Argos, que son petit-fils le tuera, il décide d'enfermer sa fille dans un cachot. Mais il ne peut empêcher Zeus de pénétrer sa chambre sous la forme d'une pluie d'or. De cette étreinte nait Persée. Découvrant la vérité, Acrisios abandonne sa fille et son bébé au hasard de la mer, les condamnant à une mort certaine. Mais ils survivent et sont recueillis par le roi Polydecte. Celui-ci, subjugué par la beauté de la mère de Persée, lui fait de nombreuses avances. Une fois majeur, Persée décide de défier le roi en lui promettant la tête de Méduse comme trophée,.
En septembre, c'est l'adaptation de l’Odyssée qui débute avec « la colère de Poséidon ». Après la guerre de Troie, le héros Ulysse prend le chemin du retour pour son île d'Ithaque. Loin d'être sage, il provoque le courroux du dieu des océans et subit plusieurs épreuves d'apprentissage qui constitueront le jugement des dieux,. Le second tome de septembre, est le deuxième volet de la guerre de Troie. Il met en avant les combats entre les hommes et les dieux. Il reprend notamment les épisodes de l’« intervention de Poséidon », de « la ruse d'Héra » et des « exploits et de la mort de Patrocle »,.
En novembre, c'est La Naissance des Dieux et Antigone qui sont édités. Le premier reprend le « mythe de la Théogonie ». Celui-ci montre d'abord comment la Terre est sortie du Chaos et comment elle s'unit avec le ciel pour engendrer les Titans. L'histoire se focalise ensuite sur la révolte des futures divinités olympiennes contre la tyrannie des Titans,. Le second album de novembre évoque la tragédie antique de Sophocle, Antigone qui mêle un fratricide et plusieurs suicides. L'héroïne assiste à la lutte de ses deux frères pour gouverner la ville de Thèbes qui l'entrainera sur de funestes chemins,.

### En 2018
En mai 2018, c'est le deuxième tome des aventures de Jason qui parait. Les compagnons de Jason, les Argonautes y affrontent des géants, massacrent par erreur le peuple des Dolions, affrontent le roi à la force légendaire Amycos et perdent lors d'une escale Hylas l'éromène d'Héraclès, qui choisit alors de renoncer à la quête,. Le deuxième album de mai est consacré au personnage d’Œdipe, dont la vie est une longue tragédie. Abandonné dès sa naissance, il tue des années plus tard et sans le savoir son père le roi de Thèbes. Il affronte ensuite le Sphinx qui terrorise la ville et épouse Jocaste la reine de la cité, qui n'est autre que sa propre mère,,. Cette histoire est le point de départ du concept du complexe d'Œdipe, point essentiel de la  psychanalyse,.
En septembre, la collection présente les « mythes de Dédale et d'Icare » en revenant sur les épisodes du labyrinthe de Dédale, du fil d’Ariane et du premier homme volant : Icare,. Le deuxième album de septembre est le troisième et dernier volet de la guerre de Troie. Il présente notamment les épisodes du « retour d'Achille au combat et la mort d'Hector » issu de l’Iliade et de « la prise de Troie » issu de l’Énéide de Virgile.
En novembre, sort un volume consacré à Midas. L'album évoque les deux principaux attributs de ce roi un peu idiot : son toucher d'or et ses oreilles d'âne,.

### En 2019

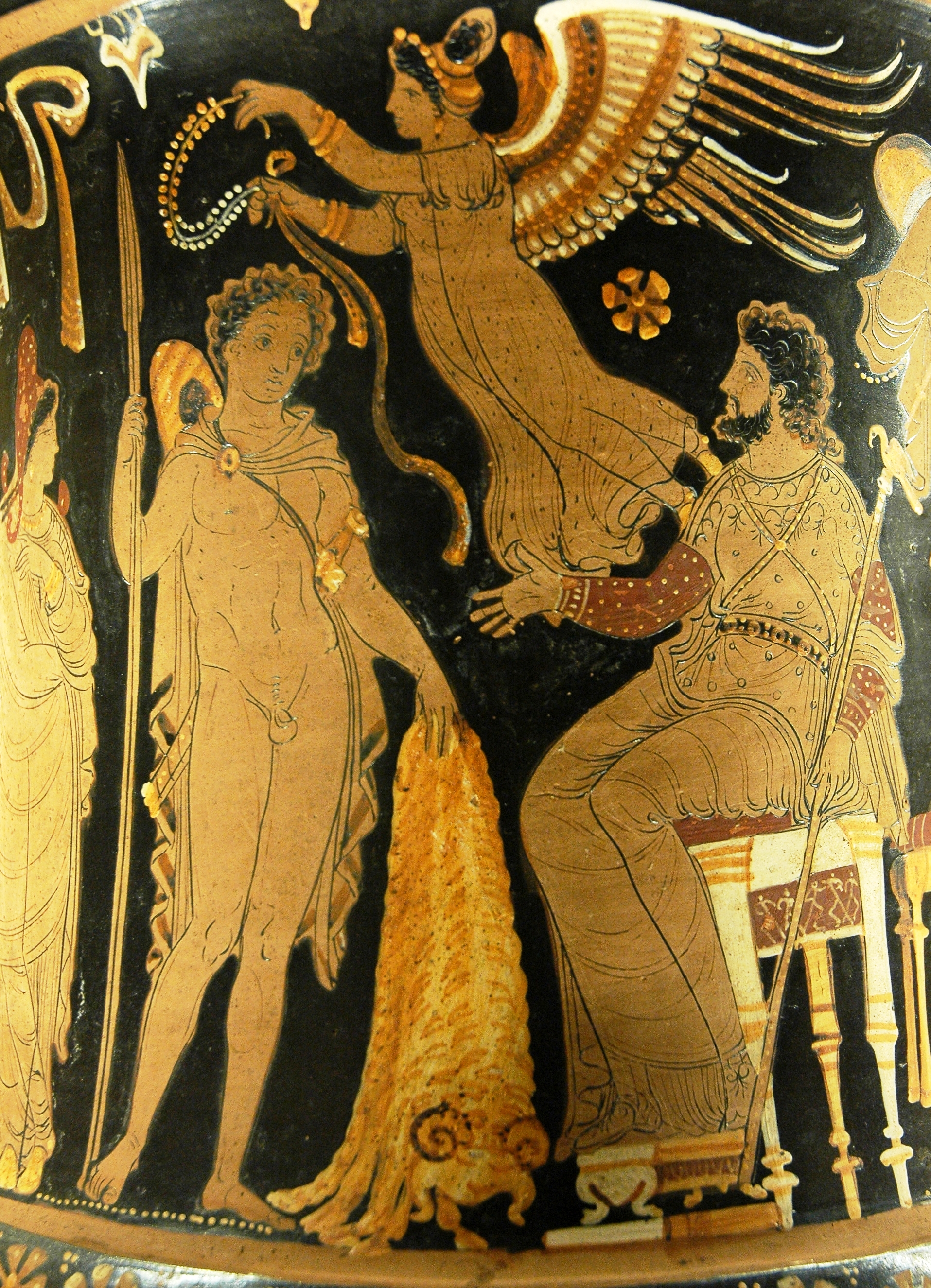
Jason apportant à Pélias la Toison d'or, cratère apulien à figures rouges du peintre des Enfers,, musée du Louvre.

En avril 2019, sort le troisième et dernier volet des aventures de Jason. L'album évoque l'arrivée du héros en Colchide. Il montre comment grâce à la fille du roi local, la sorcière Médée, Jason dompte les taureaux du dieu Héphaïstos, vainc une horde de guerriers puis le terrifiant dragon qui garde la fameuse Toison d'or,,. Le second album d'avril raconte plusieurs histoires centrées sur l’orgueil, l’« hybris » la plus fondamentale chez les Grecs de l’antiquité. L'une de ses histoires met en scène le roi Tantale qui commet l'affront de se prendre pour un dieu. Les autres parlent d'Ixion, de Niobé et de Phaéton,.
En juin, la collection propose Orphée et Eurydice, un album qui réunit deux mythes célèbres : le « rapt de Perséphone » aux Enfers et la « descente dans le monde des morts d'Orphée » par amour pour Eurydice.
En septembre, sort Circé la magicienne, le deuxième volet de l’Odyssée. Ulysse et ses compagnons y poursuivent leur périple maritime. Dans ce volume il abordent notamment l'île de la magicienne Circé qui arrive à transformer une partie des marins du roi d'Ithaque en cochons et réussit à retenir le héros sous son charme pendant un an,. Le second album de septembre est Les Douze travaux, le deuxième tome des aventures d'Héraclès. Il met en scène la plus fameuse série d'exploits du héros mythologique : les « Travaux d'Héraclès »,.
En novembre, la collection revient avec l'adaptation du premier récit épique de l’histoire humaine l’« Épopée de Gilgamesh » rédigée en sumérien au IIIe millénaire av. J.-C. et racontant les aventures du roi de la cité d’Uruk. Dans l'album Les Frères ennemis, Gilgamesh est un tyran. Son peuple invoque alors le dieu du ciel et celui du soleil pour rétablir l’équilibre du monde. Les dieux façonnent donc Enkidu pour qu'il affronte le roi,,,,. Le second album de novembre est centré sur l'histoire d'amour d’« Éros et Psyché ». Jalouse de la beauté de la mortelle Psyché, la déesse Aphrodite lui envoie le dieu de l'amour Éros avec ses flèches pour la faire tomber amoureuse du plus laid des hommes. Mais rien ne va se passer comme prévu et Éros tombe lui-même amoureux de Psyché en se blessant avec l'une de ses flèches,,.

### En 2020
En mars 2020 sort La Ruse de Pénélope, le troisième volet de l’Odyssée. L'album présente notamment la vie d'Ulysse auprès de la nymphe Calypso, l'« arrivée d'Ulysse chez les Phéaciens » ainsi que le « retour d'Ulysse à Ithaque et les préparatifs de sa vengeance ». Le second album de mars est Dionysos. Il raconte l'origine et la jeunesse du dieu Dionysos, de sa double gestation jusqu'à son accession au statut de divinité olympienne.
En septembre sort Bellérophon et la Chimère, un album qui met en scène le destin tragique de Bellérophon. Responsable d'un accident mortel qui a emporté son père, il est recueilli par le roi Proétos de Tirynthe qui le purifie de son crime. Le roi fait ensuite de Bellérophon son ami alors que la reine Sthénébée souhaiterai faire du lui son amant. Le second album de septembre est L'Apothéose du Demi-Dieu, le troisième et dernier tome des aventures d'Héraclès. Il met en scène les deux derniers « Travaux d'Héraclès » : la quête des pommes d'or du jardin des Hespérides et la capture de Cerbère par Héraclès.
En décembre sort Le Triomphe d'Ulysse, le quatrième et dernier volet de l’Odyssée. L'album met en scène la « vengeance d'Ulysse » envers les prétendants à son trône d'Ithaque. Le second album de décembre est La Fureur d'Ishtar le deuxième volet de l'adaptation de l’Épopée de Gilgamesh. Cet album raconte les exploits du roi Gilgamesh et d'Enkidu ainsi que la vengeance de la déesse Ishtar dont le roi a refusé les avances.

### En 2021
En mars 2021 sort Narcisse et Pygmalion, un album mettant en scène deux mythes tournant autour de l'amour et de la beauté, ceux de Narcisse et de Pygmalion, Narcisse étant condamné par la déesse Némésis à tomber amoureux de son reflet et Pygmalion tombant amoureux de sa statue Galatée. Le second album de mars est Athéna. Il raconte les circonstances de sa naissance, les précieuses conseils qu'Athéna apporte aux héros lors de leur quête ou encore le concours de tissage contre Arachné.
En septembre sort Sisyphe et Asclépios, un album qui met en scène les destins croisés forts en symboles de Sisyphe et Asclépios, deux humains qui osent braver les dieux et échapper à la mort. Le deuxième album de septembre est Les Guerres de Zeus. L'album raconte les différentes tentatives de venger la chute de Cronos et plus particulièrement la gigantomachie.
En décembre sort Apollon. L'album présente plusieurs moments clés du dieu Apollon, notamment les périphéries de sa mère Léto aux moments où elle le portait dans son ventre. Le second album de décembre est Les Enfers - Au royaume d'Hadès. Il propose une visite des enfers grecs.

### En 2022
En mars 2022 sort le premier tome sur Aphrodite qui illustre la naissance puis les amours de la déesse. Le deuxième tome de mars est le troisième et dernière volume de Gilgamesh. Il est centré sur la quête d'immortalité du demi-dieu.
En juin est édité Les Amours de Zeus, un album qui met en scène les plus célèbres conquêtes féminines du roi des dieux.
En septembre sort Typhon qui montre l'affrontement de Zeus avec les Géants puis celui du père de tous les monstres : le gigantesque Typhon. En novembre et pour conclure la collection, est édité le deuxième tome sur Aphrodite. Le récit se concentre sur les enfants de la déesse de l'amour Hermaphrodite et Priape ainsi qu'a son amant Adonis.

## Historique

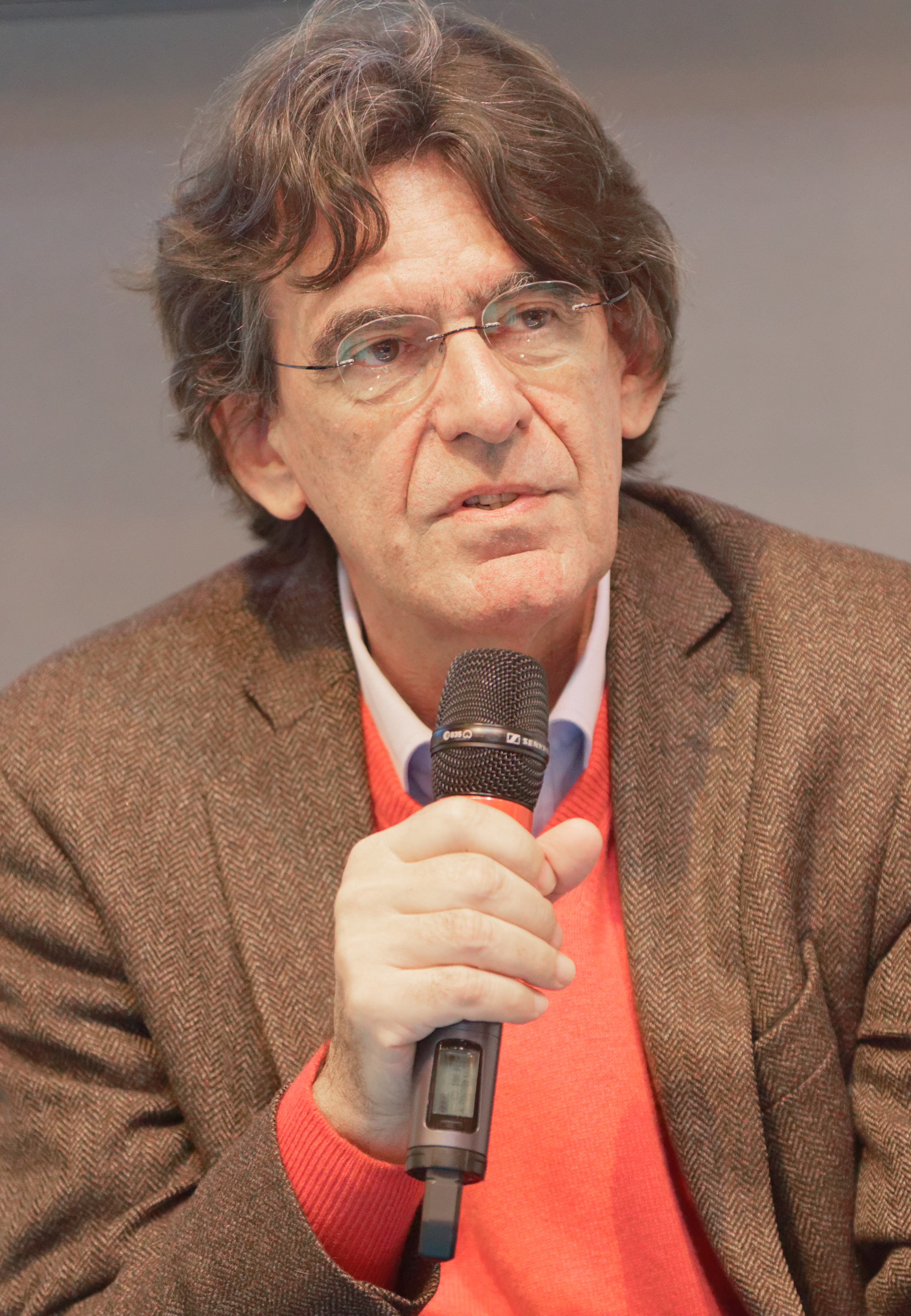
Le philosophe Luc Ferry en 2017.

Partant du constat que, selon lui, les ouvrages consacrés à la mythologie grecque, à part ceux de Jean-Pierre Vernant, fourmillent d'erreurs, le philosophe Luc Ferry décide d'initier une série sur le sujet qui s'adresserait à tous. Son but est de raconter les mythes avec « simplicité et érudition » en réalisant un travail d'« érudition vulgarisée ». Il souhaite ainsi expliquer à tous la signification philosophique des grands mythes grecs qui sont pour la plupart à l'origine de la pensée philosophique antique,. Pour cela, Ferry décide d'utiliser seulement les premières matrices des mythes grecs comme l’Iliade d'Homère et la Théogonie d'Hésiode ; pour quelques récits il reprend aussi des textes moins anciens comme les Métamorphoses d'Ovide,,. À la suite de la proposition de l'écrivain Erik Orsenna et de l'éditeur Jacques Glénat, il décide d'éditer sa série en bande dessinée, notamment pour « aider les parents à aider leurs enfants à comprendre cette histoire »,. La bande dessinée étant de plus en plus considérée comme un outil particulièrement apte à la pédagogie. Les huit pages d'apparat critique agrémentées d'illustrations situées en fin d'ouvrage sont, quant à elles, destinées aux adultes,,. Elles complètent la partie bande dessinée en approfondissant le sujet. Elles fournissent les noms des sources primaires utilisées par le philosophe, approfondissent des notions grecques, éclairent la dynamique des relations entre les dieux et les hommes ou expliquent les motivations ou intentions de certains personnages que la bande dessinée n'a pas pris le temps de détailler,,,.
Luc Ferry donne pour titre à sa série La Sagesse des mythes. Il avait précédemment utilisé ce titre pour le second tome de sa série livresque Apprendre à vivre dans lequel il étudie les racines de la société occidentale,. Pour les bandes dessinées, le philosophe écrit l'apparat et l'histoire présente dans chaque album sur une trentaine de feuillets mais ne le scénarise pas,. C'est Clotilde Bruneau qui se charge de ce travail ainsi que de la rédaction des dialogues présents dans les phylactères,,,. Chaque album est réalisé par un dessinateur différent sous la direction artistique de Didier Poli, qui réalise les scénarimages des premiers albums et qui contrôle l’ensemble des crayonnés avant l’encrage,,. Le philosophe ensuite relit le tout pour que le vocabulaire soit celui des Grecs. Luc Ferry laisse beaucoup de liberté à ses dessinateurs. Il leur demande seulement d'utiliser le style graphique de la ligne claire et d'être rigoureux au niveau de la restitution de la Grèce antique,. Ferry met à leur disposition une importante documentation d'études archéologiques et de peintures d’époques pour que les dessinateurs ne tiennent pas compte des influences modernes comme le cinéma américain (le Troie de Wolfgang Petersen en 2004 ou le 300 de Zack Snyder 2007), mais aussi la série télévisée européenne Odysseus de 2013,. Il veut en effet, une bonne fiabilité historique sur tous les éléments que ce soit au niveau des armes, des bateaux, des chars, de la vaisselle, des intérieurs ou même des cités antiques,,. Ferry souhaite que ces bandes dessinées soient « au niveau de la Sorbonne » pour qu'elles puissent être utilisées en salles de classe par des professeurs,,. L'artiste Frédéric Vignaux réalise toutes les couvertures d'album en peinture pour assurer une cohérences visuelle à la collection.

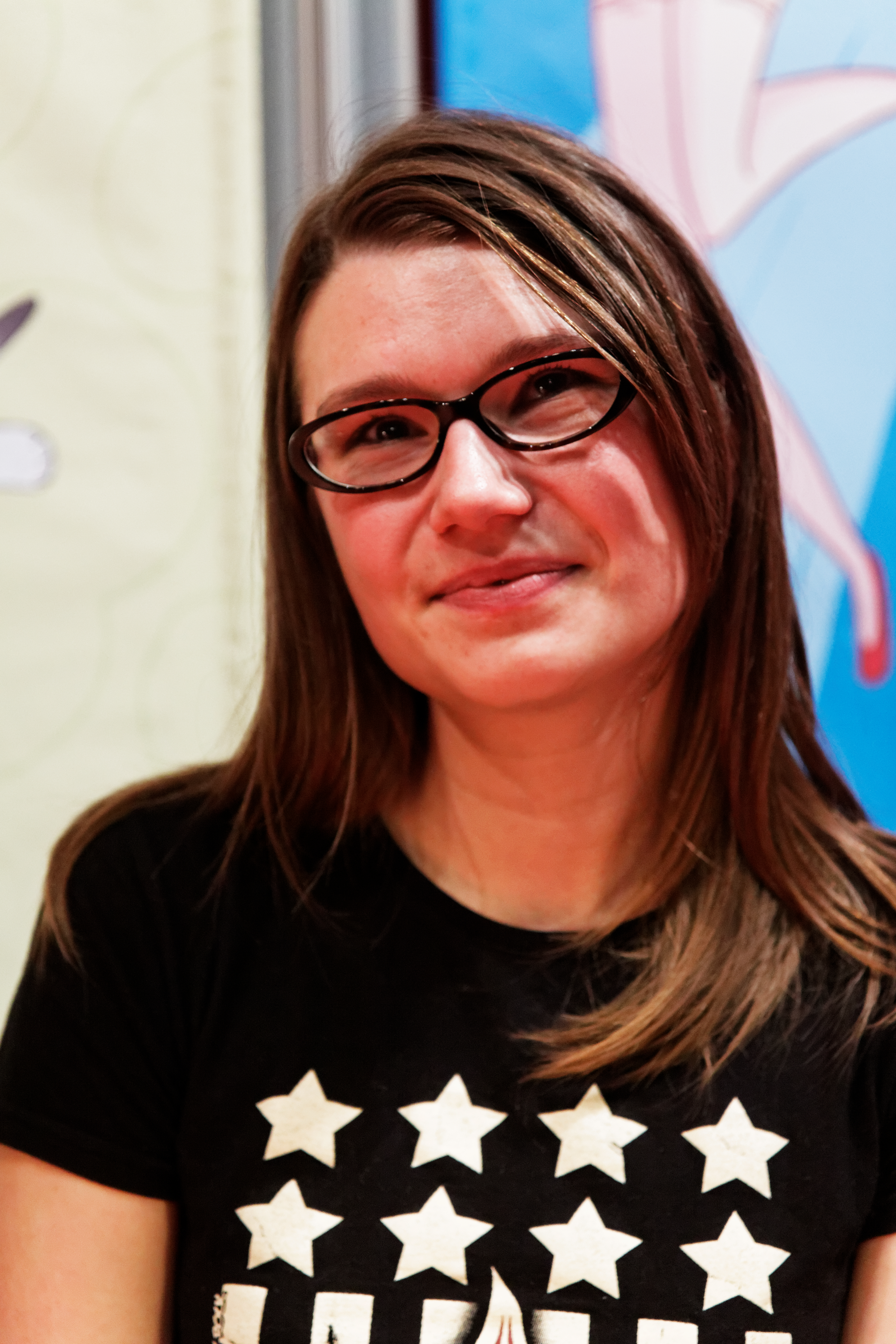
La scénariste Clotilde Bruneau en 2012.

La collection est lancée en septembre 2016, dans un rythme de parution assez soutenu avec cinq à sept albums par an,. Au fil de sa série, Luc Ferry souhaite proposer aux lecteurs les trente principaux mythes grecs, ceci à raison d'un à quatre volumes pour chacun d'eux, en fonction de leur complexité et densité,. En juillet 2019, la série est augmentée de nouveaux titres présentant des figures héroïques Héraclès, Icare, Jason, Midas, Thésée et Ulysse sous forme de six livres illustrés pour les enfants dès neuf ans et dont l'ambition est de présenter sur chaque ouvrage : « Un mythe, un héros, une vertu »,,.
En novembre 2019, la série déborde de la mythologie grecque pour explorer une autre civilisation avec la trilogie sur l'« épopée de Gilgamesh ». Luc Ferry a toujours voulu mettre ce mythe en parallèle avec les mythes grecs, étant donné qu’ils partagent de nombreuses choses  comme le déluge ou le polythéisme. Bien que ne sortant qu'en 2019, l'épopée fait partie de la première liste de mythes établie lors de la préparation de la collection.
En avril 2023, la collection La Sagesse des mythes, consacrée à la mythologie grecque prend fin. Elle laisse sa place à une nouvelle série La Sagesse des mythes, contes et légendes qui se consacre aux récits universels ayant traversé les siècles, de leurs origines issues de la tradition orale à leur mise par écrit ultérieure comme Adam et Eve, Lancelot ou le Chevalier de la charrette, Roméo et Juliette, Don Juan et Carmen,.

## Analyse
Les mythes présentés convoquent notamment des questions philosophiques fondamentales telles que la place de l’homme dans l’univers ou encore celle du sens qu’il faut donner à la vie. Malgré leur ancienneté, ces thèmes restent toujours d'actualité. Ils se révèlent des constructions d'une extraordinaire profondeur, qui peuvent parfois permettre de penser la science. Selon Ferry, l’enjeu des récits mythologiques est de montrer ce qu'est la vie bonne, « la mise en harmonie de soi avec l’harmonie du monde. Si le cosmos est détruit, je ne peux plus trouver le sens de ma vie, je ne peux plus m’ajointer à l’ordre du monde comme une petite pièce s’ajuste au puzzle entier du cosmos ».
Dans Prométhée et la boîte de Pandore, Ferry expose les réponses des Grecs anciens aux questions fondamentales : Pourquoi l'homme ? Qu'est-ce-que l'homme ? Qu'est-ce-que la femme ? C'est un mythe qui fait réfléchir également sur le poids de cette conscience qu'on lui a offerte. Dans La Pomme de discorde, il évoque l’« hybris », la tentation des hommes de se mesurer aux dieux. Le philosophe rapproche l'hybris de l’écologie contemporaine qui pense que l’espèce humaine est la seule capable de détruire la Terre, l’œuvre de Zeus. Cette notion est également proche des questions posées dans le premier album de l'épopée de Gilgamesh : où est la place de l’homme dans l’univers, comment doit-il exercer son pouvoir et quelle direction doit-il donner à sa vie  ?
Dans La Jeunesse du héros, Ferry apporte une interprétation plus philosophique du rôle du héros Héraclès « envoyé » sur Terre pour représenter Zeus et assurer la paix pour les humains. Dans Persée et la Gorgone Méduse, il aborde la symbolique de la mort, la quête du bonheur et la thématique de l'angoisse de l'avenir, notamment à travers la folle crainte du roi Acrisios,.

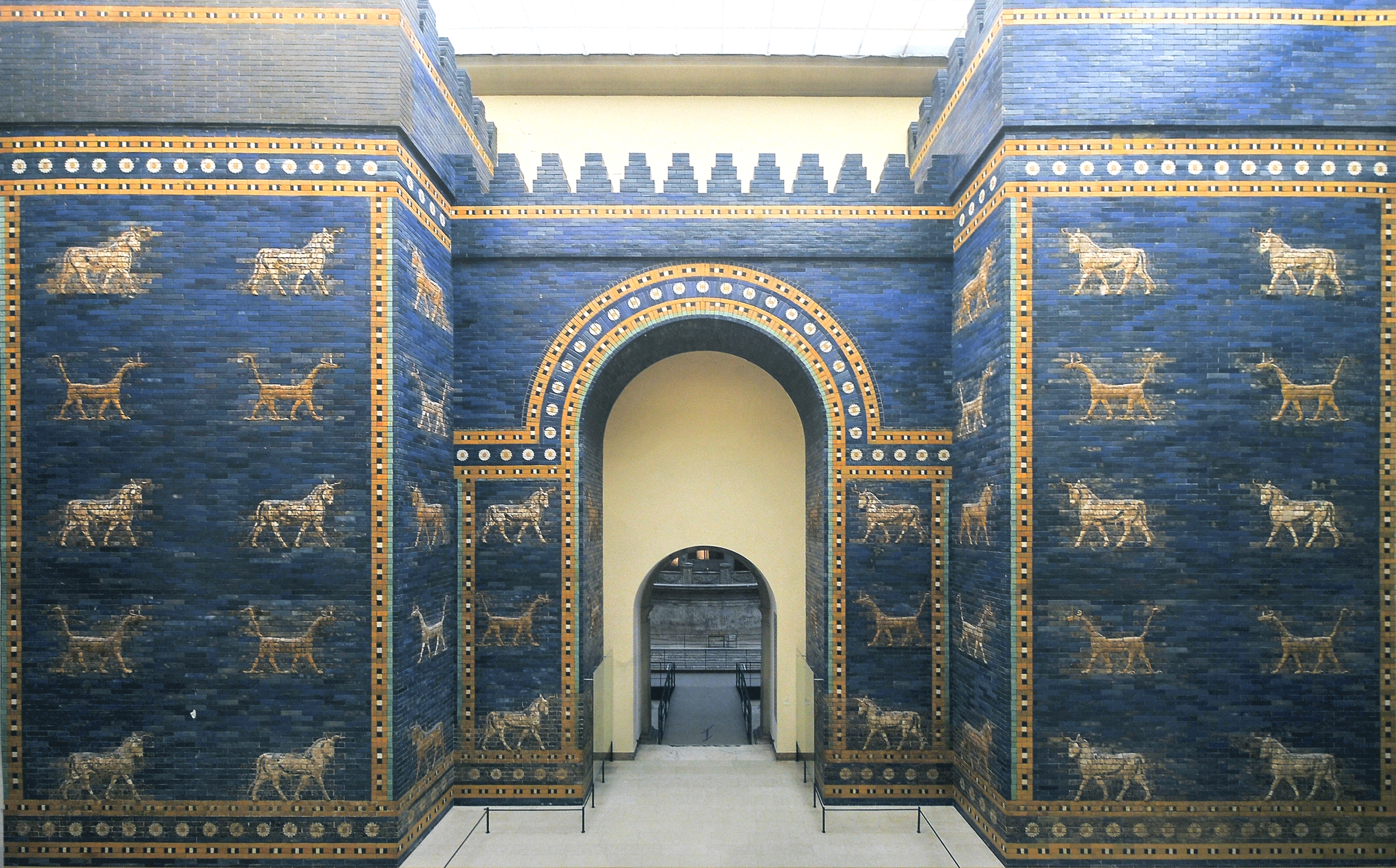
Porte d'Ishtar de la cité intérieure de Babylone,, musée de Pergame à Berlin.

Dans La Guerre des dieux, le philosophe met en lumière les trois types de mort en Grèce antique : celle du commun des mortels qui vit et meurt pour rien ; celle, par exemple, d'Achille qui survit dans la gloire éternelle et dans les valeurs aristocratiques immortalisées par les poèmes et celle représentée par Ulysse, qui cherche à retrouver sa place dans un univers harmonieux et y voit l'accomplissement de sa vie.
Pour illustrer la couverture du premier tome de l'épopée de Gilgamesh, Les Frères ennemis, l'artiste Frédéric Vignaux représente le héros devant une porte ressemblant à la célèbre porte d'Ishtar de la ville de Babylone, construite sur ordre du roi Nabuchodonosor II et dont une réplique est visible au musée de Pergame à Berlin. En plus des décors en bleu et or constitués de briques émaillées et illustrant des taureaux et des dragons, le porche est rehaussé par des reliefs en briques cuites et moulées, inspirés par ceux du temple du roi babylonien Kara-indash à Uruk.

## Accueil

### Accueil général
La série est plutôt bien accueillie. Elle aurait le mérite de contextualiser différents mythes qui sont toujours connus par la société contemporaine, toutefois de manière confuse. Les critiques soulignent notamment l’exactitude par rapport aux textes originaux et la rigueur de la reconstitution des monuments antiques et des objets du quotidien,,,,. Les dessins sont vus comme étant dans le style classique de « l’école belge », les couleurs sont saluées pour leurs beautés et le cadrage non figé permet selon certains critiques de « rendre la lecture trépidante »,,. Le dessin est jugé expressif et dynamique mais aussi parfois trop simpliste.
Du fait de la présence d'un directeur artistique, les dessinateurs sont privés d’une partie de leur personnalité graphique. Le critique Henri Filippini note cependant que comme cette collection cherche à séduire le Ministère de l'Éducation nationale, « cette démarche était nécessaire ». De même, le travail de la scénariste, Clotilde Bruneau est jugé par les critiques comme honnête et cohérent en dépit du peu de liberté créative dont elle dispose. La fidélité aux textes d'origines semble cependant se faire au détriment du suspense et de l'épique.
Les huit pages de textes en fin d'ouvrage surprennent certaines personnes qui ne s'attendent pas à trouver un apparat critique dans une bande dessinée destinée à des adolescents. Celui-ci est plutôt apprécié par les critiques qui y voient une explication savante du second degré des mythes, mais certains pensent que les enfants et les adolescents ne se pencheront pas dessus. La professeur de lettres Bernadette Poulon confirme que la section est d'un grand intérêt « mais que ce texte concerne un lecteur d’une maturité intellectuelle que la bande dessinée elle-même n’indique pas ». L'universitaire Marietta Dromain indique, elle, que le dossier « paraît bien trop complexe pour un non-initié et est donc inabordable pour la majorité des lecteurs ». De plus, l'apparat parait parfois redondant car il réexplique la même version du mythe que celle utilisée dans la bande dessinée. Si la section de certains tomes est appréciée pour approfondir certains points, elle est perçue sur d'autres tomes comme n'allant pas jusqu'au bout du questionnement du mythe et n'approfondissant pas assez par exemple les questions liées à l'« hybris ». D'autre critiques rapprochent cette section des Belles Histoires de l'oncle Paul, un classique de la bande dessinée à visée pédagogique.
En 2018, le maître de conférences en sociologie Sylvain Aquatias cite la série comme faisant partie des collections de « bandes dessinées dont la volonté didactique est indéniable ».

### Accueil des différents albums
Côme Blandin, Benoît Cassel, Guillaume Clavières, Nicolas Domenech et Mick Léonard réalisent pour le site internet Planète BD une critique de tous les albums de la collection. L'avis des trois critiques pour les albums de la collection va de moyen à très bon. Il n'y a cependant ni de chef-d'œuvre ni du mauvais. Les albums les moins appréciés sont Eros et Psyché, Tantale et autres mythes de l'orgueil, Les Mésaventures du roi Midas, La Chute de Troie, Dédale et Icare, Œdipe et Les Amours de Zeus. Les albums les plus appréciés sont Bellérophon et la Chimère, La Ruse de Pénélope, Les Maléfices de Médée, Prométhée et la boîte de Pandore, Narcisse et Pygmalion, Athéna, Les Enfers - Au royaume d'Hadès, Typhon et Amours et colères.

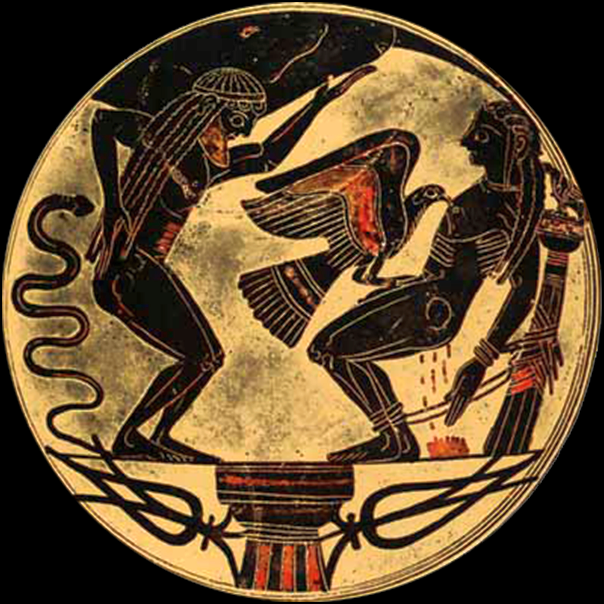
Prométhée enchaîné avec l'aigle et à gauche son frère Atlas, kylix laconien à figures noires du peintre Arcésilas de Cerveteri,, musées du Vatican à Rome.

En 2016, Mick Léonard salue sur La Pomme de discorde, premier tome sur la guerre de Troie, la fidélité au texte d'origine mais reproche un manque de véritable suspense. Prométhée et la boîte de Pandore est jugé très positivement par Léonard. Il trouve l'histoire équilibrée et accrocheuse. Particulièrement « deux séquences centrales autour du vol commis par Prométhée et de la création de Pandore » qui sont de vraies réussites. Premières armes, premier tome de Jason et la Toison d'or est, selon Guillaume Clavières, un récit linéaire et bien mené. Il a « l’impression de lire ces fameux dictionnaires d’école sur la mythologie » car le ton est sérieux et l'intrigue est limpide et très pédagogique malgré un manque de souffle et de puissance. Clavières s'étonne que Thésée et le minotaure soit le seul volume consacré à Thésée. Il juge le début, sur l'enfance du héros, très prenant. Selon lui, la suite du mythe est expédiée et la psychologie des personnages féminins (Ariane, Médée et Phèdre) oubliée. Il qualifie l'histoire de « résumé froid et insipide d’évènements pourtant uniques ».
En 2017, Clavières indique que pour La Jeunesse du héros, premier tome des aventures d'Héraclès, la narration est riche et dense. Il affirme que les apparitions de Zeus ou la colère d’Héra « sont des grands moments de l’album, spectaculaires et graphiquement impressionnants ». Pour Persée et la Gorgone Méduse, le critique trouve que la bande dessinée montre très bien la richesse et la complexité des mythes même si l’évènement le plus connu « est trop rapidement balayé au détriment de tout le reste ». La Colère de Poséidon, le premier tome de l’adaptation de l’Odyssée est pour Clavières une adaptation respectueuse avec un récit équilibré et intéressant à suivre. Il reproche cependant à cet album un manque de souffle et la faiblesse du charisme d'Ulysse. La Guerre des dieux, deuxième tome sur la guerre de Troie, est aussi selon le critique une adaptation fidèle. Il pense en revanche que la représentation des dieux n'est pas spectaculaire. Pour La Naissance des Dieux, qui dépeint la cosmogonie grecque, Clavières trouve que la représentation des futurs dieux « n'a aucune grandiloquence ». Selon lui, c'est le point faible de la collection. Côme Blandin n'est pas satisfait d’Antigone. Il trouve que le débat entre le roi Créon et sa nièce Antigone est « sacrifié et perd toute la subtilité que l’on trouve dans la pièce de Jean Anouilh ». Les deux protagonistes se limitent à une simple opposition rapide. La professeur de lettres Bernadette Poulon confirme ce jugement en indiquant que rien « n’amène le lecteur à comprendre les positions des uns et des autres ».
En 2018, Le Voyage de l'Argo, deuxième tome de Jason et la Toison d'or est comme le premier tome apprécié par Clavières. Il salue notamment les dessins d'Alexandre Jubran. Le critique trouve que « le rendu visuel est impressionnant de détails, des poils de nos héros aux roches encaissées des falaises ». Il est en revanche déçu par Œdipe. Clavières indique que le récit est plat et sans vie. « Il manque cruellement de passions. Les auteurs se contentent ici de raconter le mythe, évènement par évènement de façon monocorde et sans réelle sensibilité ». Dédale et Icare n'est pas plus apprécié par le critique qui trouve le traitement de Dédale simpliste et le récit linéaire et insipide. La Chute de Troie, dernier tome sur la guerre de Troie, mécontente aussi Clavières. Le final de cette adaptation est pour lui trop court et sonne creux. Il indique que « Clotilde Bruneau échoue également à retranscrire le côté épique et violent de cette guerre impitoyable ». Les Mésaventures du roi Midas déplaît également au critique. La vie de Midas lui paraît terne et sans saveur.
En 2019, Les Maléfices de Médée, dernier tome de Jason et la Toison d'or est comme ses prédécesseurs apprécié par Clavières qui le trouve passionnant. Il salue particulièrement la mise en avant de l'impitoyable magicienne Médée. Clavières trouve la narration fluide et passionnante et le final spectaculaire. Tantale et autres mythes de l'orgueil est en revanche une nouvelle déception pour le critique. Pour lui « les auteurs raclent les fonds de tiroir de la mythologie pour trouver un sujet digne d’intérêt ». Il pointe notamment le fait que ce tome est un recueil de petites histoires courtes autour de l’orgueil. Orphée et Eurydice frustre le critique car l'album évoque deux mythes « qui auraient mérité un traitement unique pour chacun d'eux ». Il manque selon Clavières de la passion, même s'il trouve que « le royaume des morts est impressionnant et représenté cette fois avec beaucoup d'audace ». Circé la magicienne, le deuxième tome de l’adaptation de l’Odyssée manque « de fougue et d'héroïsme » pour Clavières mais  reste prenant et surtout intéressant pour ceux qui ne connaissaient pas les aventures d'Ulysse. Clavières indique que pour Les Douze travaux, deuxième tome des aventures d'Héraclès, la scénariste Clotilde Bruneau fait des choix intelligents « en évitant l'écueil de la répétition et de la narration mécanique et linéaire ». La narration reste ainsi fluide et agréable. Les Frères ennemis, premier tome de l'épopée de Gilgamesh est, selon le critique, également maîtrisé et « raconte fidèlement et habilement cette histoire rocambolesque ». Calvière apprécie particulièrement les dessins de Pierre Taranzano :  « La cité perse se déploie de façon majestueuse et les personnages sont beaux de vie et de personnalité ». Pour le critique, Eros et Psyché a un traitement trop traditionnel et encyclopédique. L'album a le « mérite d'apprendre un mythe aux béotiens », mais « sans chaleur ni émotion ».

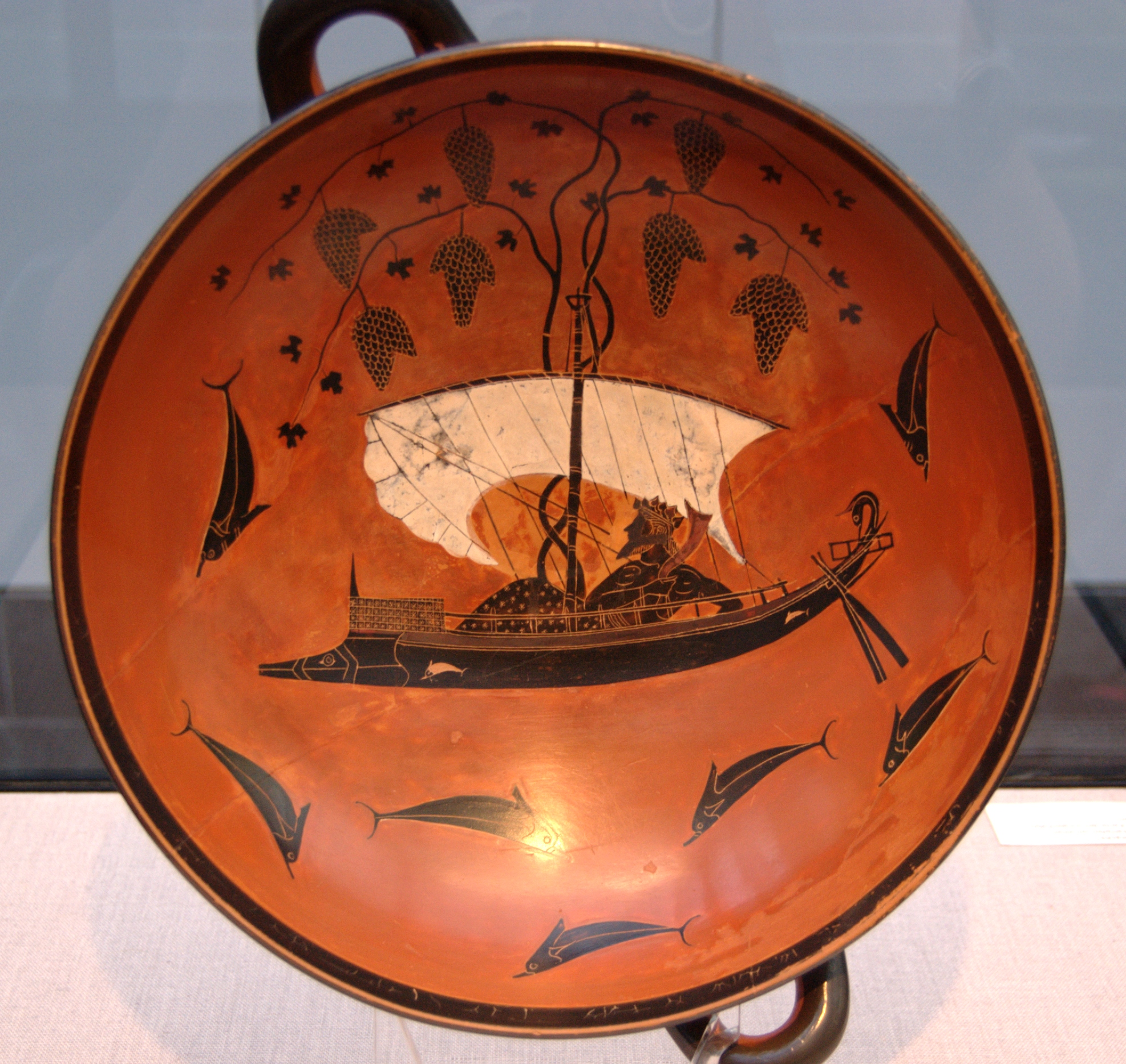
La Coupe de Dionysos, kylix attique à figures noires du peintre Exékias,, collection des Antiquités de Munich.

En 2020, La Ruse de Pénélope, le troisième tome de l’adaptation de l’Odyssée est particulièrement marquant et fascinant selon Clavières. Il salue notamment « une belle analyse psychologique et des épisodes intelligents et plein de finesse ». Pour Dionysos, le critique trouve que c'est un choix judicieux que de consacrer un tome au dieu Dionysos. Il indique que l'album « marque aussi sa différence avec quelques passages sensuels et de la violence crue ». Clavières trouve le personnage « fascinant avec un côté christique doublé d'une malice inquiétante ». Clavières trouve Bellérophon et la Chimère « d’autant plus passionnant qu’il est entrecoupé d’actions spectaculaires et parfaitement rythmées ». Clavières est déçu par L'Apothéose du demi-dieu, troisième tome des aventures d'Héraclès. Il trouve que certains passages de l'histoire du héros sont « trop vite balayés et notamment la toute fin du personnage ». Pour Le Triomphe d'Ulysse, le quatrième et dernier tome de l’adaptation de l’Odyssée, Clavières trouve qu'il est « passionnant, avec quelques épisodes forts, comme le final brutal et sanglant ». Il regrette ne revanche que l'histoire « ne détaille pas assez la laideur des sujets d’Ithaque » pour que la vengeance du héros ne soit pas « dérangeante et peu évidente à comprendre ». Le critique pense que La Fureur d'Ishtar le deuxième volet de l'adaptation de l’Épopée de Gilgamesh est un peu court. Il loue en revanche le dessin de Pierre Taranzano qui fait selon lui « de ce mythe un grand spectacle ».
En 2021, Clavières trouve que l'album Narcisse et Pygmalion est une bonne idée. Selon lui « Clotilde Bruneau trouve une idée remarquable pour lier ces deux histoires » d'amour. Sisyphe et Asclépios reprend également deux histoires, celles de deux humains qui brave la mort. Clavières indique que le récit est passionnant, même si les histoires de ces deux personnages « se résument à peu de lignes ». Nicolas Domenech indique que dans l'album Athéna, « Bruneau s'empare de cette belle déesse avec une narration au souffle épique ». Il trouve cependant que l'ensemble est un peu court et aurait mérité deux tomes. Clavières indique que Les Guerres de Zeus est un album qui ravira les amateurs d’action car des « pages entières sont consacrées à des affrontements titanesques ». Il regrette cependant le manque de charisme des dieux. Faire un album Apollon est une idée judicieuse selon Clavières. Il trouve cependant le tome trop court et la lecture trop rapide. Il pense que Les Enfers - Au royaume d'Hadès est l'« un des meilleurs tomes de la collection ». Pour lui « Cette visite guidée des plus originales et des plus atypiques ressemble furieusement à celle de Dante dans la Divine Comédie. Tout est fascinant de bout en bout ». Clavières trouve que « cette exploration des Enfers prouve à nouveau l’incroyable imagination des Grecs pendant l’Antiquité ».
En 2022, Clavières trouve que faire deux albums sur Aphrodite est un choix judicieux. Il indique que la scénariste « Clotilde Bruneau s’applique à restituer fidèlement l’existence d’Aphrodite ». Il est cependant déçu par le travail du dessinateur Giuseppe Baiguera et par l'annexe de Luc Ferry. Benoît Cassel pense que Gilgamesh « est beaucoup moins riche et puissant que les nombreuses histoires mythologiques » de la collection. Le troisième tome est pour lui bien moins dense et plus rapide que les précédents. Clavières indique qu'avec Les Amours de Zeus, la scénariste Clotilde Bruneau s’en sort plutôt bien. Il regrette cependant que le lecteur « ne ressent pas toute la poésie qui accompagne les subterfuges et les étonnantes métamorphoses de Zeus ». Il qualifie le tome Typhon de « spectaculaire » malgré le fait que « le visage des Dieux soit aussi brouillon ». Clavières remarque que le dernier tome Amours et colères est « Riche, profond » et sensuel.
Le site internet BD Gest' offre également quelques critiques mitigées. Pour Premières armes, premier tome de Jason et la Toison d'or, J. Milette trouve que le « compactage des mythes transposés en bandes dessinées ne convainc malheureusement pas ». L. Moeneclaey pense que La Colère de Poséidon, le premier tome de l’Odyssée, n'apporte rien de plus aux nombreuses adaptations du classique d'Homère. Il trouve que les événements s’enchaînent sans transition et que le personnage d'Ulysse est mal exploité. Il reste « aux yeux du lecteur extrêmement détestable ». M. Natali indique pour Œdipe qu'il en « apprendra peu aux connaisseurs de la mythologie, mais qu['il] peut servir de base à d'autres, curieux de la découvrir ».
Le site internet Sceneario chronique aussi certains albums. Les premiers albums Prométhée et la boite de Pandore et La Pomme de discorde sont jugés positivement et font dire au critique que La Sagesse des mythes « est à surveiller de très près ». Il conclut en disant que les albums sont « très bien écrits et très clairs ». La Jeunesse du héros est également vivement conseillée. Pour Persée et la gorgone Méduse, le critique est plus mitigé. Il juge l'album assez classique dans sa forme même s'il « reste une excellente lecture, très agréable ». Circé la magicienne et Les douze travaux sont également appréciés même si le critique reproche aux récits un manque d'émotion et une froideur,. Les Frères ennemis, le premier volume de l'épopée de Gilgamesh est lui qualifié de « passionnant ». Le critique attribue cette réussite notamment à une « écriture très enlevée est une nouvelle fois très bien mené[e], avec équilibre et rythme ». Eros et Psyché est aussi apprécié notamment pour son scénario « très adroitement rythmé, avec une attention portée aux personnages, à leurs hésitations, leur humilité ».
Des historiens ont également rédigé des critiques de certains albums. L'historienne et libraire Emilie Druilhe indique que l'album La Pomme de la discorde retrace « avec précision le début de l’Iliade en ayant su rester fidèle aux sources. ». Marietta Dromain de l'Université Bordeaux-Montaigne se penche sur l'album La Guerre des dieux, la suite de La Pomme de la discorde. Elle indique qu'il est à la hauteur du premier tome. Il provoque selon elle une « réelle attente quant au chapitre final ». Dromain trouve le début d’Antigone, trop expéditif. Il fait perdre, selon elle, de sa substance la tragédie de Sophocle. Elle ajoute que « la pauvre Antigone paraît bien plus fade qu’elle ne l’est en réalité ». L'historienne est plus satisfaite par Persée et la Gorgone Méduse qu'elle trouve « bien raconté, bien illustré et bien expliqué ».

## Ventes

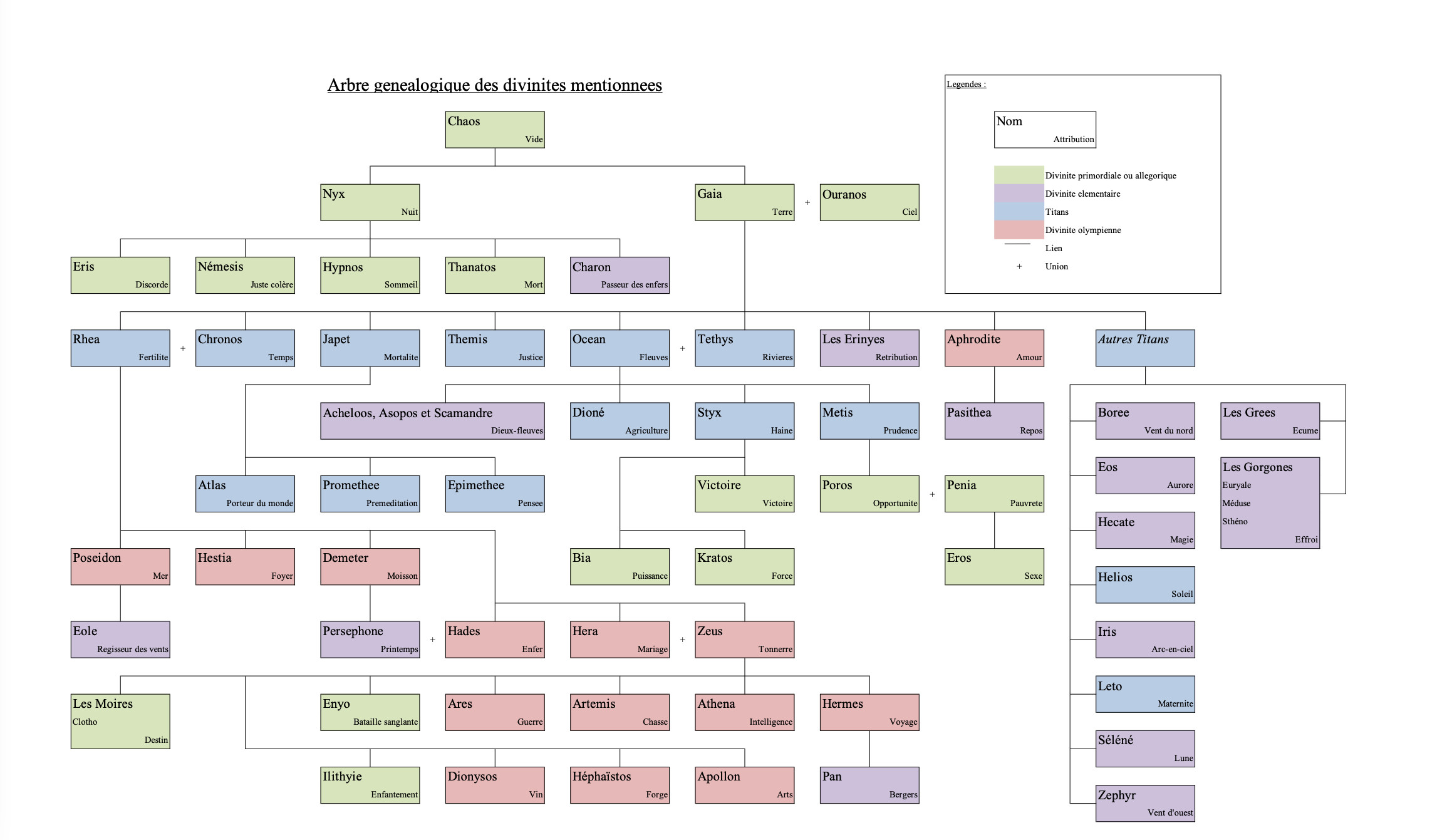
Généalogies des dieux grecs (avec uniquement les dieux cités dans les bandes dessinées).

La Sagesse des mythes est également un succès au niveau des ventes. Les deux premiers albums La Pomme de discorde et Prométhée et la boîte de Pandore se classent respectivement en septième et huitième position des ventes de bandes dessinées en France pour la semaine du 19 au 25 septembre 2016. La Pomme de discorde est encore en dixième position la semaine 26 septembre au 2 octobre 2016. Persée et la Gorgone Méduse atteint la huitième place la semaine du 6 au 12 mars 2017. La Colère de Poséidon et La Guerre des dieux se classent en neuvième et dixième position la semaine du 11 au 17 septembre 2017 tandis qu'Œdipe se classe en dixième place la semaine du 28 mai au 3 juin 2018. La Chute de Troie prend la quatrième place le 4 octobre 2018. Les Maléfices de Médée et Tantale et autres mythes sont en septième et huitième place le 17 avril 2019. Les Douze travaux et Circé la magicienne se classent à la quatorzième et quinzième place le 18 septembre 2019. La Ruse de Pénélope et Dionysos se classent à la treizième et dix-septième place le 25 mars 2020. L’Apothéose du demi-dieu  se classe à la dix-neuvième place le 23 septembre 2020. La série est également distribuée à l'international et traduite en sept langues.
Au niveau des tirages, pour le lancement de la série en septembre 2016, La Pomme de discorde sort à 33 000 exemplaires et Prométhée et la boîte de Pandore à 31 000. En novembre de la même année, Premières armes est édité plus modestement à 22 000 exemplaires. En mars 2017, pour La Jeunesse du héros et Persée et la Gorgone Méduse, Glénat augmente le tirage à 32 000. En septembre suivant, La Guerre des dieux et La Colère de Poséidon augmentent encore de tirage avec 40 000 exemplaires. En juin 2018, Œdipe est tiré à 38 000 tandis que Le Voyage de l'Argo à 40 000. En novembre de la même année, Dédale et Icare est tiré à 38 000 tandis que La Chute de Troie l'est à 40 000. En avril 2019, Les Maléfices de Médée et Tantale et autres mythes ont des tirages moindres de 30 000 et 33 000. En juin 2019, Orphée et Eurydice est tiré à 38 000. En septembre 2019, Les Douze travaux et Circé la magicienne sont tirés à 38 000 exemplaires. En mars 2020, La Ruse de Pénélope et Dionysos sont tirés à 36 000 exemplaires. En septembre 2020, L’Apothéose du demi-dieu  est tiré à 25 000 exemplaires.

## Publication
L'ensemble des ouvrages sont écrits par Luc Ferry et scénarisés par Clotilde Bruneau. La direction artistique de la série est assurée par Didier Poli et les illustrations de couverture sont réalisées par Frédéric Vignaux. L’ensemble de la collection est édité par Glénat à Grenoble.
- L’Iliade 1/3 : La Pomme de discorde, dessin : Pierre Taranzano, couleur : Stambecco, septembre 2016  (ISBN 978-2-344-00166-0)
- Prométhée et la boîte de Pandore, dessin : Giuseppe Baiguera, couleur : Simon Champelovier, septembre 2016  (ISBN 978-2-344-00164-6)
- Jason et la toison d'or 1/3 : Premières armes, dessin : Alexandre Jubran, couleur : Scarlett Smulkowski, novembre 2016  (ISBN 978-2-344-00168-4)
- Thésée et le Minotaure, dessin : Mauro De Luca, couleur : Elvire De Cock, novembre 2016  (ISBN 978-2-344-00170-7)
- Héraclès 1/3 : La Jeunesse du héros, dessin : Annabel Blusseau, couleur : Chiara Zeppegno et le studio Arancia, mars 2017  (ISBN 978-2-344-00167-7)
- Persée et la Gorgone Méduse, dessin : Giovanni Lorusso, couleur : Stambecco, mars 2017  (ISBN 978-2-344-00169-1)
- L'Iliade 2/3 : La Guerre des dieux, dessin : Pierre Taranzano, couleur : Stambecco, septembre 2017  (ISBN 978-2-344-01193-5)
- L'Odyssée 1/4 : La Colère de Poséidon, dessin : Giovanni Lorusso, couleur : Scarlett Smulkowski, septembre 2017  (ISBN 978-2-344-00165-3)
- Antigone, dessin : Giuseppe Baiguera, couleur : Ruby, novembre 2017  (ISBN 978-2-344-01259-8)
- La Naissance des Dieux, dessin : Dim. D et Federico Santagati, couleur : Scarlett Smulkowski, novembre 2017  (ISBN 978-2-344-00163-9)
- Œdipe, dessin : Diego Oddi, couleur : Ruby, mai 2018  (ISBN 978-2-344-01222-2)
- Jason et la toison d'or 2/3 : Le Voyage de l'Argo, dessin : Alexandre Jubran, couleur : Scarlett Smulkowski, mai 2018  (ISBN 978-2-7234-9953-8)
- Dédale et Icare, dessin : Giulia Pellegrini, couleur : Chiara Zeppegno et le studio Arancia, septembre 2018  (ISBN 978-2-344-01419-6)
- L'Iliade 3/3 : La Chute de Troie, dessin : Pierre Taranzano, couleur : Clémentine Guivarc'h et Stambecco, septembre 2018  (ISBN 978-2-344-02064-7)
- Les Mésaventures du roi Midas, dessin : Stefano Garau, couleur : Ruby, novembre 2018  (ISBN 978-2-344-01076-1)
- Jason et la toison d'or 3/3 : Les Maléfices de Médée, dessin : Alexandre Jubran, couleur : Scarlett Smulkowski, avril 2019  (ISBN 978-2-344-02387-7)
- Tantale et autres mythes de l'orgueil, dessin : Carlos Rafael Duarte, couleur : Simon Champelovier, avril 2019  (ISBN 978-2-344-01423-3)
- Orphée et Eurydice précédé de Déméter et Perséphone, dessin : Oddi, couleur : Ruby, juin 2019  (ISBN 978-2-344-01422-6)
- L'Odyssée 2/4 : Circé la magicienne, dessin : Giuseppe Baiguera, couleur : Scarlett Smulkowski, septembre 2019  (ISBN 978-2-344-01194-2)
- Héraclès 2/3 : Les Douze travaux, dessin : Carlos Rafael Duarte, couleur : Ruby, septembre 2019  (ISBN 978-2-344-01192-8)
- Gilgamesh 1/3 : Les Frères ennemis, dessin : Pierre Taranzano, couleur : Gabriel Germain et Stambecco, novembre 2019  (ISBN 978-2-344-02389-1)
- Éros et Psyché, dessin : Diego Oddi, couleur : Ruby, novembre 2019  (ISBN 978-2-344-01421-9)
- L'Odyssée 3/4 : La Ruse de Pénélope, dessin : Giuseppe Baiguera, couleur : Scarlett Smulkowski, mars 2020  (ISBN 978-2-344-02254-2)
- Dionysos[Note 3], dessin : Gianenrico Bonacorsi, couleur : Ruby, mars 2020  (ISBN 978-2-344-01420-2)
- Bellérophon et la Chimère, dessin : Fabio Mantovani, couleur : Ruby, septembre 2020  (ISBN 978-2-344-02385-3)
- Héraclès 3/3 : L'Apothéose du demi-dieu, dessin : Carlos Rafael Duarte, couleur : Ruby, septembre 2020  (ISBN 978-2-344-02338-9)
- Gilgamesh 2/3 : La Fureur d'Ishtar, dessin : Pierre Taranzano, couleur : Thomas Levadoux et Stambecco, décembre 2020  (ISBN 978-2-344-02384-6)
- L'Odyssée 4/4 : Le Triomphe d'Ulysse, dessin : Giuseppe Baiguera, couleur : Scarlett Smulkowski, décembre 2020  (ISBN 978-2-344-02388-4)
- Athéna, dessin : Carlos Rafael Duarte, couleur : Ruby, mars 2021  (ISBN 978-2-723-49955-2)
- Narcisse et Pygmalion, dessin : Diego Oddi, couleur : Ruby, mars 2021  (ISBN 978-2-344-03841-3)
- Les Guerres de Zeus, dessin : Carlos Rafael Duarte, couleur : Ruby, septembre 2021  (ISBN 978-2-344-04086-7)
- Sisyphe et Asclépios, dessin : Gianenrico Bonacorsi, couleur : Ruby, septembre 2021  (ISBN 978-2-344-03842-0)
- Apollon, dessin : Luca Erbetta, couleur : Scarlett Smulkowski, décembre 2021  (ISBN 978-2-344-04274-8)
- Les Enfers - Au royaume d'Hadès, dessin : Diego Oddi, couleur : Ruby, décembre 2021  (ISBN 978-2-723-49954-5)
- Aphrodite 1/2 : Née de l'écume, dessin : Giuseppe Baiguera, couleur : Scarlett Smulkowski, mars 2022  (ISBN 978-2-344-04396-7)
- Gilgamesh 3/3 : La Quête de l'immortalité, dessin : Pierre Taranzano, couleur : Filippo Riz et le studio Arancia, mars 2022  (ISBN 978-2-344-02386-0)
- Les Amours de Zeus, dessin : Carlos Rafael Duarte, couleur : Ruby, juin 2022  (ISBN 978-2-344-04085-0)
- Typhon, dessin : Frederico Santagati, couleur : Scarlett Smulkowski, septembre 2022  (ISBN 978-2-344-01623-7)
- Aphrodite 2/2 : Amours et colères, dessin : Giuseppe Baiguera, couleur : Scarlett Smulkowski, novembre 2022  (ISBN 978-2-344-04678-4)

Prométhée et la boîte de Pandore, Thésée et le Minotaure, Persée et la Gorgone Méduse, Antigone, La Naissance des dieux, Tantale et autres mythes de l'orgueil et Orphée et Eurydice sont ensuite réédités par le club de livres France Loisirs.